# Madrasa Kukeldash (Bukhara)
La madrasa Kukeldash (in uzbeko Bakhowuddin Nakshabandi ko'chasi) è la madrasa più grande di Bukhara, in Uzbekistan.

## Storia
Fu costruita nel 1568-1569 durante il regno di Abdullah Khan II per ordine di Koulbaba Kukeldash, dignitario e patrono dell'emirato. Un museo letterario dedicato agli scrittori Sadriddin Ayni (1878-1954) e Djalol Ikromi (1909-1989) è stato aperto all'interno. Si affaccia sulla piazza Lyab-i Hauz e forma con la madrasa Nadir Divan-Beghi e khanqa Nadir Divan-Beghi un complesso architettonico tra i più belli della città.

## Architettura
Questa madrasa non è solo la più grande di Bukhara, ma anche la più grande dell'Asia centrale, in quanto misura 86 x 69 metri e costituita da 160 celle. La moschea interna si trova sul lato sud del portale. Le celle vecchie sono disposte lungo il perimetro del cortile; ma le loro porte al cortile sono cieche, e ciò rende l'interno della madrasa particolarmente scuro. L'interno dell'edificio è riccamente decorato con mosaici e piastrelle. L'esterno è più austero, solo gli archi e l'iwan sono decorati con maioliche blu. Sono per lo più copie di vecchi mosaici, scomparsi nel corso del tempo.

## Attività
Alla fine del XIX secolo qui studiò il futuro scrittore tagiko Sadriddin Ayni.
Gli studenti avevano dei benefici, ricevevano una cella e una borsa di studio; è per questo che un certo numero di studenti subaffittava la cella a volte fino a un terzo inquilino. Una cella nella metà del XIX secolo costava tra i 100 ai 120 tilla.

## Galleria d'immagini

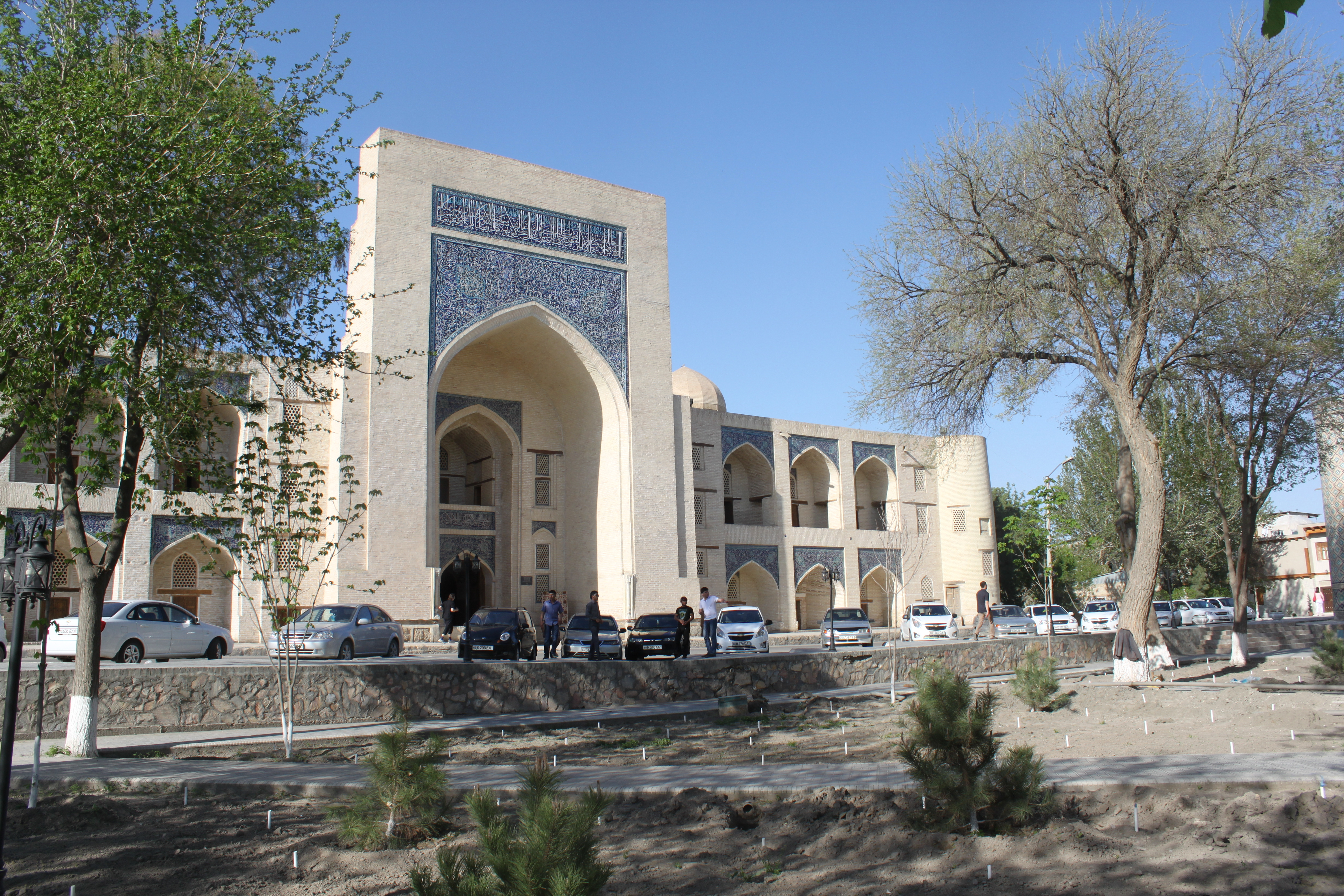
facciata esterna della madrasa
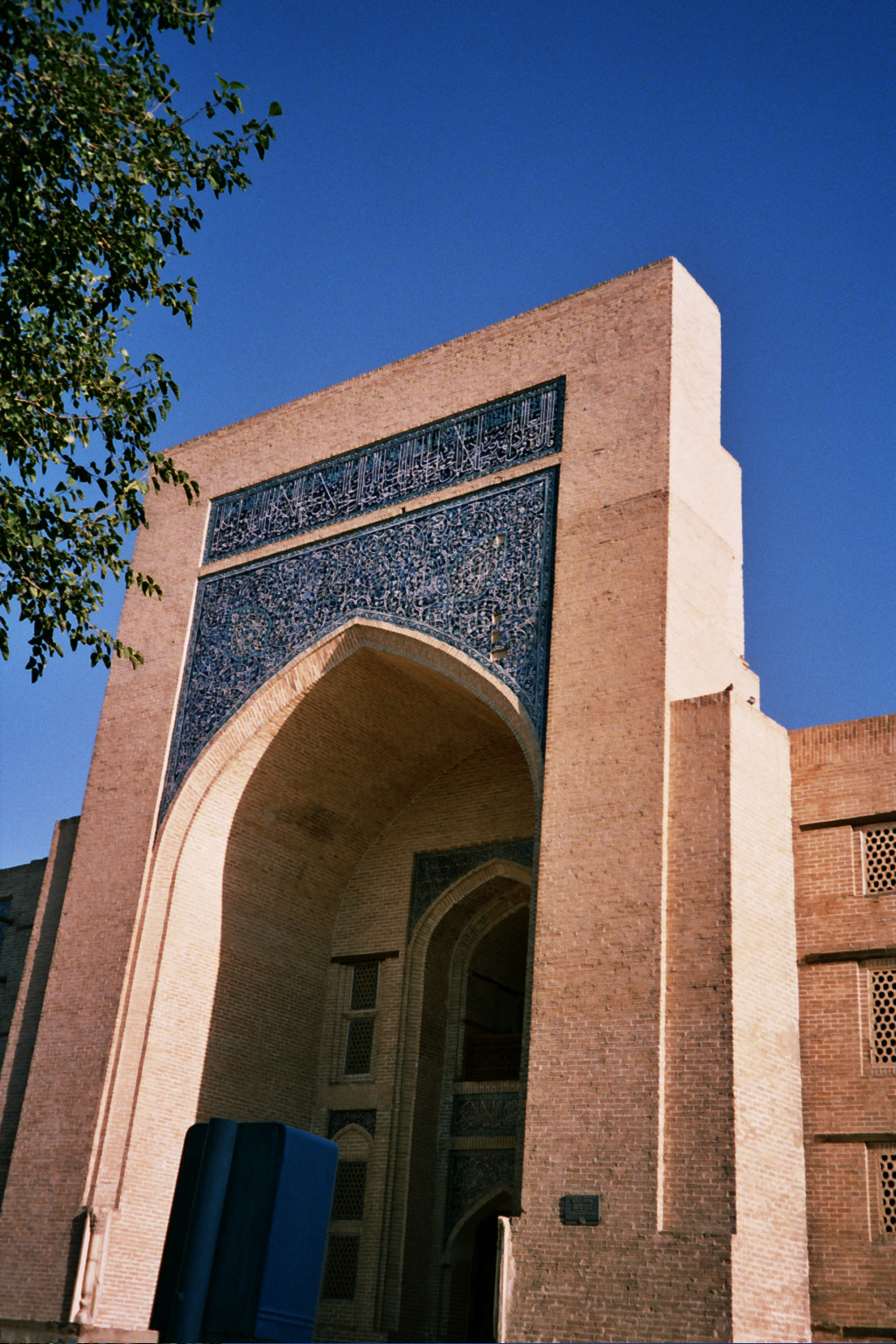
Iwan
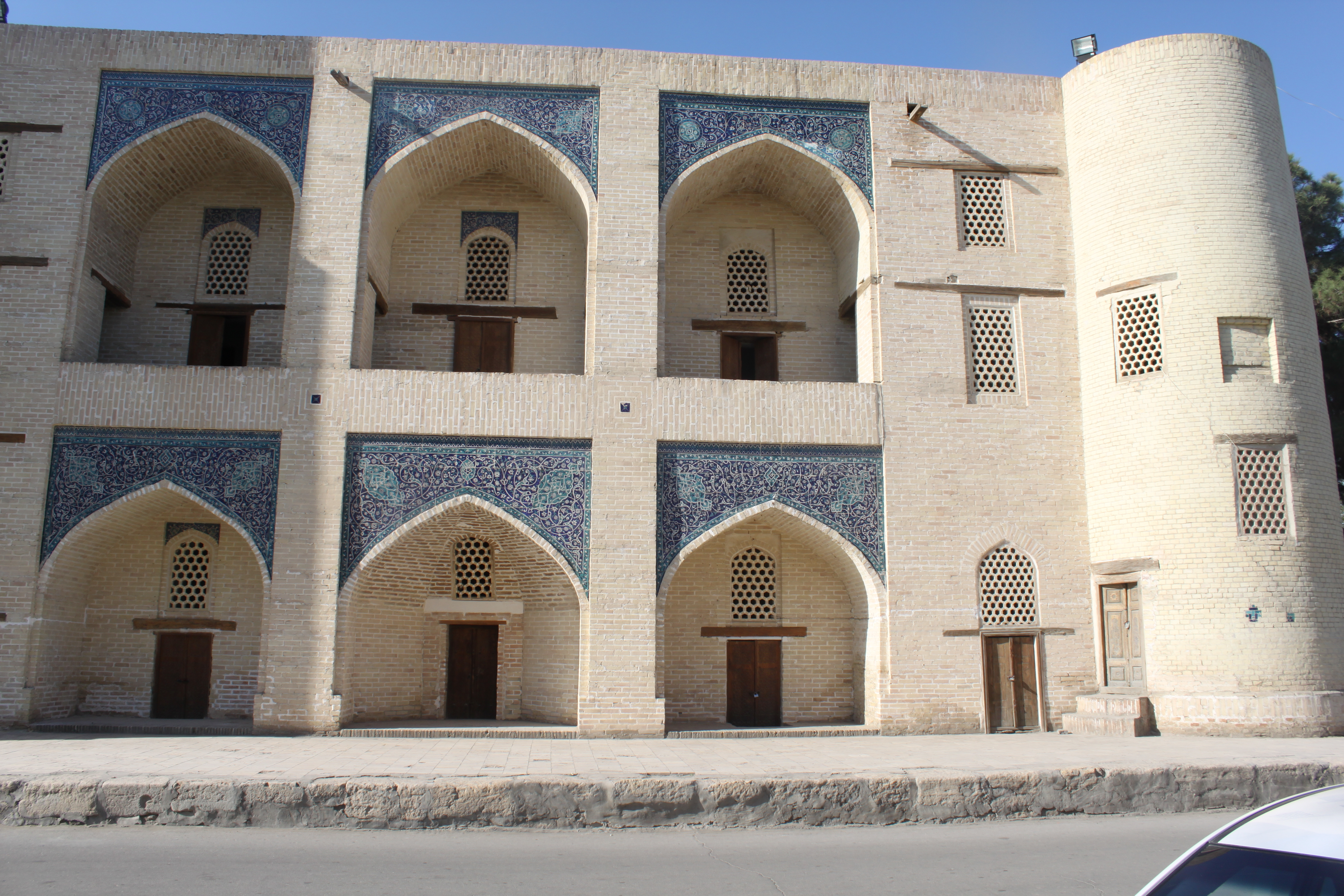
Vista della parte destra
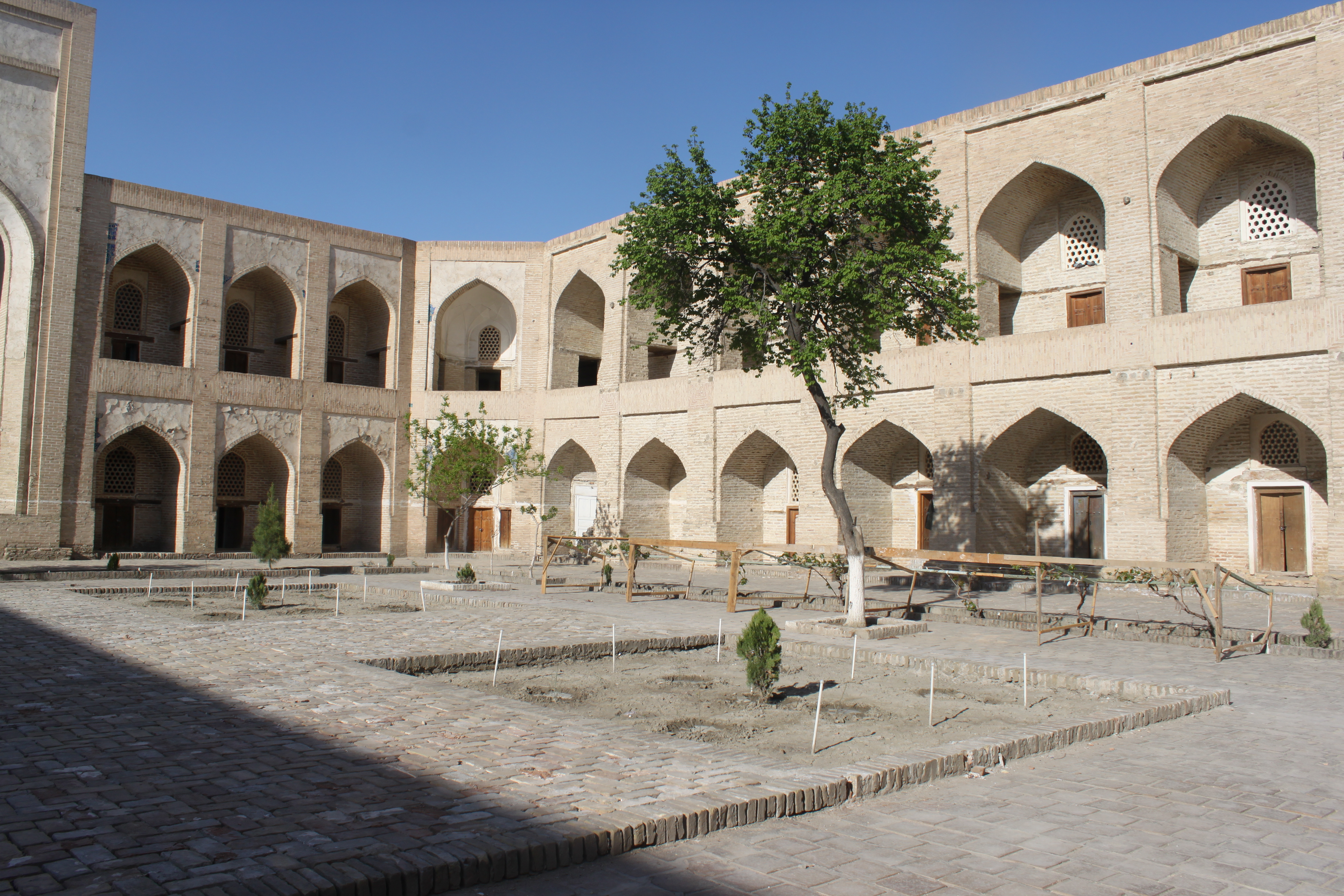
Veduta del cortile con le porte delle vecchie celle
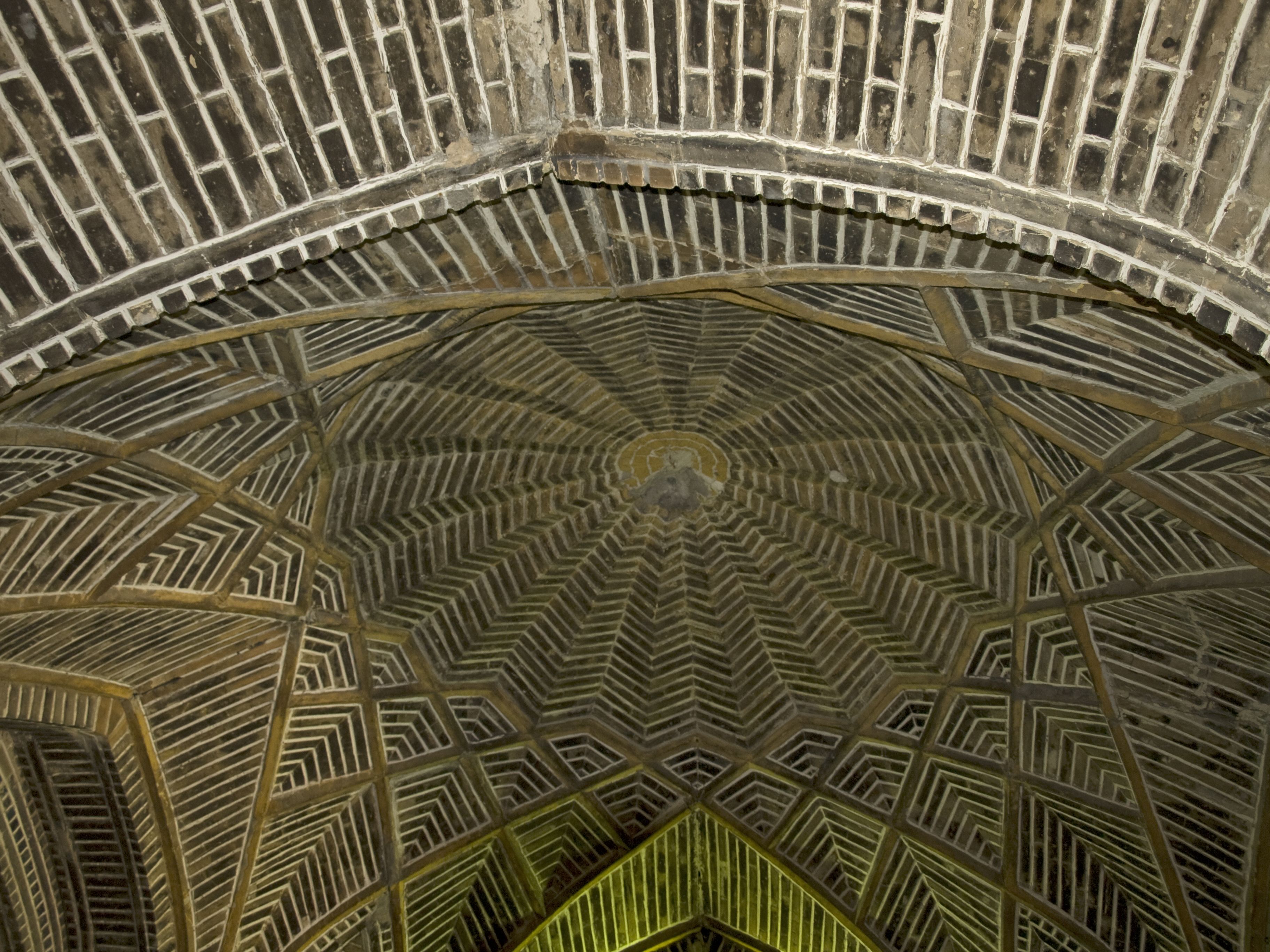
decorazioni